# Bertrand Gallet (badminton)
Pour les articles homonymes, voir Bertrand Gallet et Gallet.
Bertrand Gallet, né le 24 mai 1974 à Lille, est un joueur de badminton français devenu entraîneur national de la France dans la discipline.

## Biographie
Né en 1974 à Lille dans le département du Nord, Bertrand Gallet commence le sport dès son plus jeune âge. Après avoir pratiqué le football dès six ans, il s'initie au tennis puis au handball à Béthune. Dans ce dernier sport, il obtient une place de finaliste UNSS en 1990 et 1991. Il choisit de commencer le badminton à l'âge de 14 ans.
Après des titres de champion de France en niveau cadet, junior puis B, Gallet devient champion de France senior de simple pour la première fois en 1996. Il obtient également le titre en 1997, 1999 et 2001. En double, associé à Jean-Michel Lefort, il s'impose en 2000, 2001 et 2004.
Sélectionné pour les épreuves de badminton aux Jeux olympiques d'été de 2000, Gallet passe le premier tour, une première pour un Français, avant d'être éliminé au tour suivant. Victime de deux ruptures des ligaments croisés des genoux en 2002 puis 2003, il ne se qualifie pas quatre ans plus tard.
La 41e place mondiale qu'il atteint en 2000 constitue le meilleur classement de sa carrière, ce qui est à ce moment-là la plus haute place jamais atteinte par un Français. Gallet arrête sa carrière internationale en mars 2005.
Gallet intègre l'US Créteil comme entraîneur en 1998 puis comme joueur en 2001,. Au sein du club, il devient l'entraîneur de Brice Leverdez avant d'être nommé entraîneur national responsable du simple messieurs et dames.